# Křížová cesta (Praha, Modřany)
Křížová cesta v Modřanech v Praze se nachází na návrší v parku Na Zvonici u kostela Nanebevzetí Panny Marie.

## Popis
Křížová cesta vznikla roku 2015. Tvoří ji čtrnáct smírčích křížů ze žluté mrákotínské žuly, jejichž autorem je dobříšský sochař Miroslav Beščec. Každý kříž má jiný reliéf a některé se liší i svým tvarem, první a poslední zastavení mají tvar stejný. Symboly na křížích vycházejí z křesťanské tradice od odsouzení Krista po uložení jeho těla do hrobu. Kříže jsou zapuštěny hluboko do země, nad povrchem jsou vysoké přibližně 60 cm. Některé z nich jsou plánovaně nakloněné, nejtěžší kříž váží 100 kg.

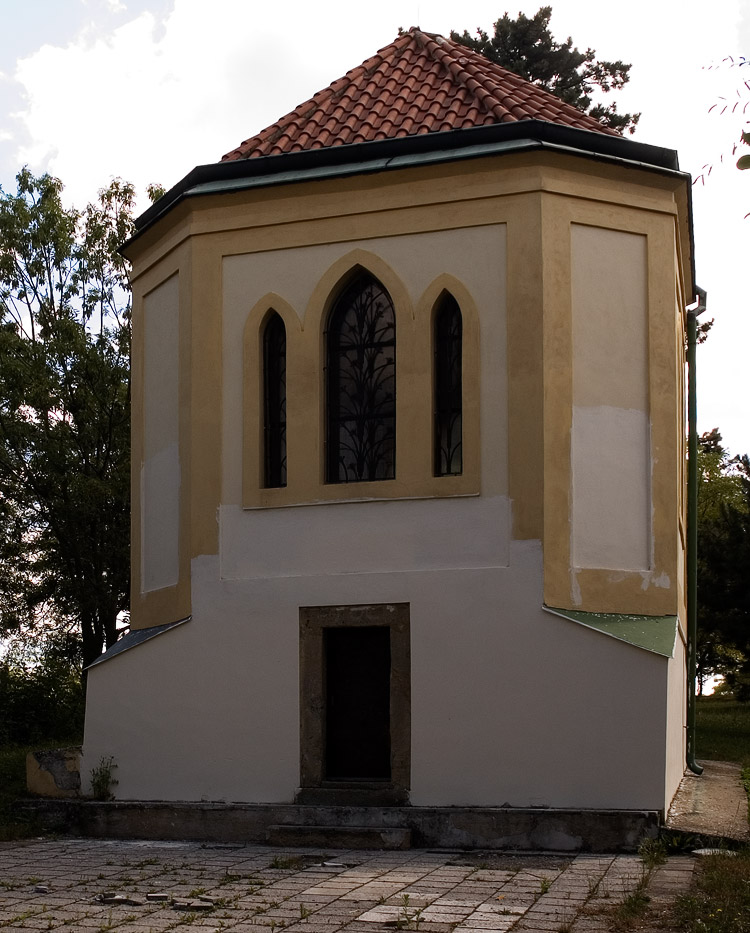
Modřanská zvonice

První zastavení je umístěno vpravo před vchodem na hřbitov. Cesta pak vede doprava, u šestého zastavení je umístěna informační cedule s popisy a významy jednotlivých křížů. Zde je i hlavní vstup do Areálu Na Zvonici. Poté cesta stoupá vzhůru a po levém schodišti ke zvonici, kde jsou do kruhu umístěna poslední čtyři zastavení. Všechny kříže mají z boku u země vytesánu pořadovou římskou číslici.
Cesta vznikla z iniciativy radnice Prahy 12 ve spolupráci s Farní charitou Prahy 4 – Modřany a na její vznik byla uspořádána veřejná sbírka. Sochař Beščec nakoupil první kámen a tesal kříže ještě před vyhlášením sbírky, aby byl dodržen termín otevření obnoveného parku. Smírčí kříže každý zvlášť posvětil dne 18. října 2015 Stanisław Góra, prezident Arcidiecézní charity.
Křížová cesta byla otevřena spolu s revitalizovaným parkem, v bývalé kostelní zvonici z 18. století je umístěná experimentální galerie Modřanská zvonice.

### Zastavení
U zastavení je uveden symbol, v závorce jsou uvedeni sponzoři zastavení.
1. Váhy v kruhu – souvislost mezi počátkem a koncem (farníci farnosti Modřany a chrámový sbor)
2. Otisk ruky – symbolizuje přijetí osudu (Zdeněk a Dana Muškovi)
3. Propojuje kruhový tvar se zastavením prvním a posledním, poukazuje na jejich spojitost od odsouzení přes pád až k uložení do hrobu (Tom Philipp)
4. Kompozice z křížů, které se vzájemně podpírají – vyjadřují vztah matky a syna (Jan Ondřich a EFA Consulting)
5. Ruce Šimona, který pomáhal nést kříž (Jiří Máca)
6. Verunčina rouška – symbol v podobě drapérie (Jan Mikulecký a Jan Verner)
7. Šikmo umístěný symbol Kříže – zdůrazňuje druhý pád Krista (Zbyněk Machát)
8. Zobrazuje slzy (po třech na obou ramenech kříže) – vyjádření emocí (Jan Gerndt)
9. Kříž, padající k zemi – znázorňuje třetí pád Krista (Daniela Karasová, Marcela Kotalová a Petr Spáčil)
10. Je jediné, kde symbol není vytesán, ale tvoří ho zastavení ve tvaru roucha, o které byl Kristus připraven (Česká spořitelna)
11. Zobrazení nástrojů potřebných k ukřižování (České teplo)
12. Tělo ukřižovaného (ostatní dárci)
13. Zářící kříž – zastavení je opatřeno soustředným špicováním (ostatní dárci)
14. Symbol vycházejícího slunce s nápisem IHS – při pohledu z boku se směrem dolů kříž zužuje, má znásobit dojem zmrtvýchvstání a naději (anonymní dárci z veřejnosti)